# Зихау
Зихау (њем. Sichau) општина је у њемачкој савезној држави Саксонија-Анхалт. Једно је од 40 општинских средишта округа Алтмарк Салцведел. Према процјени из 2010. у општини је живјело 252 становника. Посједује регионалну шифру (AGS) 15081490.

## Географски и демографски подаци
Зихау се налази у савезној држави Саксонија-Анхалт у округу Алтмарк Салцведел. Општина се налази на надморској висини од 59 метара. Површина општине износи 22,5 km². У самом мјесту је, према процјени из 2010. године, живјело 252 становника. Просјечна густина становништва износи 11 становника/km².